# Reznos
Reznos es un municipio y localidad española de la provincia de Soria, en la comunidad autónoma de Castilla y León. El término, ubicado en la comarca de Campo de Gómara, tiene una población de 22 habitantes (INE 2024).

## Geografía
Pertenece al partido judicial de Soria y a la comarca de Campo de Gómara.
Tiene una superficie de 20,44 km².
En el término municipal nace el río Carabán, afluente del río Manubles, afluente del río Jalón.
Entre las especies que crecen en el término  se encuentra la encina o carrasca. Perímetro en la base: 5 m. Altura: 11 m. Copa: 14x14 m. Situada en un monte disperso de encina sobre suelo esquelético. Zona de pastos. En cuanto a la fauna se pueden encontrar perdices, codornices, liebres, ovejas y algunos ciervos.
En su término e incluido en la Red Natura 2000 se encuentra el lugar de importancia comunitaria conocido como Altos Campos de Gómara, ocupando 1166 hectáreas, el 57 % de su término.

## Historia
El Censo de Pecheros de 1528, en el que no se contaban eclesiásticos, hidalgos y nobles, registraba la existencia de 30 pecheros, es decir unidades familiares que pagaban impuestos. Formaba parte del Sexmo de Arciel.
A la caída del Antiguo Régimen la localidad se constituye en municipio constitucional en la región de Castilla la Vieja, partido de Soria que en el censo de 1842 contaba con 121 hogares y 480 vecinos. La localidad aparece descrita en el decimotercer volumen del Diccionario geográfico-estadístico-histórico de España y sus posesiones de Ultramar de Pascual Madoz de la siguiente manera:

REZNOS: l. con ayunt. en la prov. y part. jud. de Soria (7 leg.), aud. terr. y c. g. de Burgos (28), dióc. de Osma (14). sit. en una colina de áspero acceso, con buena ventilacion y clima frio. Tiene 114 casas; la consistorial con cárcel; escuela de instruccion primaria frecuentada por 72 alumnos de ambos sexos dotada con 2,000 rs.; una igl. parr. (San Andrés Apóstol) servida por un cura y un sacristan; fuera de la pobl., cerca de las casas, hay una fuente que provee á las necesidades del vecindario. térm.; confina con los de Tordesalas, Verdejo, Quíñonería y Sauquillo Alcázar; dentro de él se encuentran varios manantiales y la ermita de Ntra. Sra. de la Fuente. El terreno, que participa de quebrado y llano, es de mediana calidad; comprende 2 montes poblados de encina y roble. caminos: los que dirigen á los pueblos limítrofes. correo: se recibe y despacha en la cap. de prov. prod.: trigo, centeno, cebada, avena, legumbres, leñas de combustible y buenos pastos, con los que se mantiene ganado lanar, mular y vacuno; hay caza de perdices y liebres. ind.: la agrícola. pobl.: 121 vec., 480 alm. cap. imp.: 59,046 reales.
(Madoz, 1849, p. 440)

## Demografía
Cuenta con una población de 22 habitantes (INE 2024).
| Gráfica de evolución demográfica de Reznos entre 1842 y 2021                                                          |
| |
| Población de derecho según los censos de población del INE. Población de hecho según los censos de población del INE. |

## Economía
Agricultura.

## Patrimonio
- Iglesia de San Andrés, gótica y barroca.
- Ermita de la Virgen de la Fuente.

## Gastronomía
Los guisos típicos se elaboran con los productos de la tierra.

## Servicios
Bar de propiedad vecinal y frontón
Teléfono público
Fiestas: junio y agosto.
Ayuntamiento
Centro de salud